# 阿部謙夫
阿部 謙夫（あべ しずお、1894年〈明治27年〉4月13日 - 1972年〈昭和47年〉1月2日）は、日本の技術官、実業家。
逓信省、東京市、鉄道省に勤務した後、北海道新聞社社長となり、北海道放送を設立して初代社長を務めた。

## 経歴・業績
阿部宇之八の三男として札幌区に生まれる。札幌区創成尋常小学校、札幌区創成高等小学校、北海道庁立札幌中学校を経て、1911年（明治44年）第一高等学校第二部甲類に無試験検定で入学、1914年（大正3年）同校第二部工科卒業。1917年（大正6年）東京帝国大学工科大学土木工学科卒業。
同年逓信省に入省。翌1918年（大正7年）に九州逓信局水力課長となり、九州各地の河川水を発電に利用するための水量調査を行った。1923年（大正12年）に東京市道路局に転じたところ、同年関東大震災が起きたため、震災後の復興事業の一環として、道路のアスファルト舗装に携わる。1926年（大正15年）、鉄道省に入省。国鉄電化のため信濃川発電所の建設計画に携わるかたわら、丹那トンネル工事中の大出水の原因調査を行う。1939年（昭和14年）からは信濃川電気事務所所長として、信濃川発電所第一期工事、第二期工事を完成した。
1945年（昭和20年）に当時の北海道新聞社社長・滝本静良から要請を受け、同社取締役となる。翌1946年（昭和21年）社長に就任し、同社の労働争議収束に成功する。
1951年（昭和26年）に、北海道で最初の民間放送局となる北海道放送株式会社を設立、社長に就任する。1957年（昭和32年）のテレビ放送開始に当たっては、札幌市とNHKが進めた大通公園のさっぽろテレビ塔建設計画への参加を拒否し、より広い地域をカバーするため、より高い場所に送信所を設けるべきであるとして、当時未開であった手稲山山頂に送信所を建設した。同年、それまで兼任していた北海道新聞社社長を辞任し、北海道放送社長専任となる。
本業のかたわら、北海道総合開発委員会委員、共同通信社理事会長、北海道肢体不自由児福祉協会会長、北海道更生保護協会会長、日本赤十字社北海道支部副支部長、北海道社会福祉協議会会長、全国社会福祉協議会理事、札幌交響楽団理事長、北海道老人クラブ連合会会長、北海道社会復帰事業協会理事長などを務めた。
1972年（昭和47年）食道癌により死去。墓所は平岸霊園。

### 札幌交響楽団
1959年（昭和34年）、札幌市文化会議は札幌にプロのオーケストラを創設することを発議した。同会議副会長荒谷正雄と親交があり、無類の音楽好きでもあった阿部はこれに協力する。1960年（昭和35年）に設立世話人会会長となり、翌年任意団体として札幌市民交響楽団が発足、財団法人化した1962年（昭和37年）には札幌交響楽団初代理事長に就任する。定期演奏会には欠かさず出席する一方、赤字経営に悩む財団の運営資金として1千万円以上を貸与し、死去の際にこれを遺贈した。葬儀では、札響によりベートーヴェンの「葬送行進曲」（交響曲第3番第2楽章）が生演奏された。

### 水文学
阿部は1926年（大正15年）、『土木学会誌』に論文「九州に於ける河川の流量に就て」を発表している。大学時代の恩師である中山秀三郎にはこの論文を学位論文にするよう勧められたが、すでに中山は退官していたため、後任の教授に提出したところ、その教授は「学位が欲しいのか」と言って受け取ったきり、その後何の音沙汰もなかった。1933年（昭和8年）に出版された著書『水文学』は、日本で最初の水文学の教科書である。しかし阿部はその後、学界を離れマスコミ界に転じたため、水文学者の間では消息不明となっていた。ところが、阿部が亡くなる1ヶ月ほど前の1971年12月（最後の入院の数日前）に、水文学者・山本荘毅（当時東京教育大学教授）が札幌を訪れ、北海道大学で講義をした際に、『水文学』の著者と北海道放送社長が同一人物であることを知って、阿部の職場を訪ねた。会見時間は当初15分の約束だったが、話が尽きず1時間以上に及んだ。阿部はその日の帰宅後、家族に「今日はわが生涯の最良の日だった。自分の話が何から何までそのままに通じた」と言って喜んだ。阿部の死後に出版された山本編『水文学総論』では、阿部の若き日の業績が晩年の顔写真付きで紹介されている。

## 栄典・受賞歴
- 1940年（昭和15年）11月 - 紀元二千六百年祝典記念章[45]
- 1942年（昭和17年）2月 - 勲四等瑞宝章[45]
- 1945年（昭和20年）7月 - 鉄道功績章[17]
- 1945年（昭和20年）10月 - 正四位勲三等瑞宝章[17]
- 1960年（昭和35年）11月12日 - 紺綬褒章[46]
- 1962年（昭和37年）4月19日 - 藍綬褒章[47]
- 1963年（昭和38年）10月26日 - 紺綬褒章飾版[48]
- 1965年（昭和40年）11月3日 - 勲二等瑞宝章[49]
- 1966年（昭和41年）11月3日 - 北海道文化賞[50][51]
- 1968年（昭和43年）8月1日 - 札幌市創建百年記念式 開拓功労者表彰[52][53]
- 1971年（昭和46年）11月6日 - 北海道新聞文化賞[27][54][55]
- 1972年（昭和47年）1月2日 - 従三位勲二等旭日重光章[56]
- 1973年（昭和48年）9月1日 - 北海道開発功労賞[57][58]